# Kvitnu
Kvitnu — українсько-німецький лейбл експериментальної електронної музики, який існував у 2006-2020 роках.

## Історія лейблу
Заснований Дмитром Федоренком у 2006 році. Також в роботі організації брала участь артистка та дизайнерка Катерина Заволока. Спочатку лейбл функціонував у Києві, але згодом переїхав до Берліну. Окрім випуску альбомів, Федоренко був організатором фестивалів «Деталі звуку» та однойменного Kvitnu fest, які проходили з 2007 по 2011 роки в київських клубах Cinema та Xlib.
У 2011 році лейбл Kvitnu отримав 3 нагороди на Qwartz Electronic Music Awards в Парижі: в номінаціях «Лейбл Qwartz» (Kvitnu), «Артист Qwartz» (Sturqen) та «Відкриття Qwartz» (Sturqen).
Слоган лейблу — «найяскравіша сторона темно звуку». На лейблі виходили записи в стилі індастріал, IDM, нойз та дарк-ембієнт. Серед найбільш відомих виконавців лейблу власні проєкти Федоренка та Заволоки Kotra та Zavoloka. Також артистами лейблу є Pan Sonic, Dunaewsky69, Sturqen, Kaeba, Plaster, Matter, Isolat Pattern, Mingle, Malfinia Ensemblo, Wieman / Goem, Mauri, Ujif_notfound, Vndl, Vitor Joaquim, Garaliya, v4w.enko та Critikal.
У вересні 2020 року лейбл закрився. За 14 років було видано понадо 70 альбомів.

## Релізи
- 2012 — Kotra & Zavoloka & Dunaewsky69 Kallista (CD / Digital Download)
- 2012 — Sturqen vs Kotra Luz (CDr / Digital Download)
- 2012 — Kaeba Synthetic Ice Cream For Droids (CDr / Digital Download)
- 2012 — Matter «Solid State», (CDr / Digital Download)
- 2012 — Dunaewsky69 «Termination Voice», (CDr / Digital Download)
- 2011 — Sturqen «Praga», (CD /Digital Download)
- 2011 — Plaster «Platforms», (CD enhanced /Digital Download)
- 2011 — Vitor Joaquim «Filament», (CD/Digital Download)
- 2011 — Various «Myths&Masks of Karol Szymanowski Music by Ukrainian Sound Artists», (CD)
- 2011 — Sturqen «Colera», (CD/Digital Download)
- 2011 — Zavoloka «Vedana», (CD enhanced /Digital Download)
- 2011 — Plaster «Zyprex 500», (CDr / Digital Download)
- 2011 — Zavoloka «Svitlo», (CDr / Digital Download)
- 2010 — Kotra «Renaissance», (CDr / Digital Download)
- 2010 — V4w.enko «Cvxd+e», (CDr / Digital Download)
- 2010 — Dunaewsky69 «Endless», (CDr / Digital Download)
- 2010 — Sturqen «Peste», (CDr / Digital Download)
- 2010 — Kotra «Revolt», (CD/Digital Download)
- 2009 — Sturqen «Piranha», (CD/Digital Download)
- 2009 — v4w.enko, «Harmonic Ratio» (CD, Album, Enh/Digital Download)
- 2008 — Kotra «Reset», (CD/Digital Download)
- 2008 — Various, «High Blood Pressure» (CDr, Smplr, Enh/Digital Download)
- 2007 — Critikal «Graphorrhea», (CD/Digital Download)
- 2007 — Zavoloka «Viter», (CD/Digital Download)
- 2007 — Dunaewsky69 «Xquisite.Xcerpt.», (CD/Digital Download)
- 2006 — Kotra & Zavoloka «Wag the Swing», (CD/Digital Download)